# Organpipe Point
Organpipe Point är en udde i Antarktis. Den ligger i Sydshetlandsöarna. Argentina, Chile och Storbritannien gör anspråk på området.
Terrängen inåt land är platt åt nordost, men söderut är den kuperad. Havet är nära Organpipe Point åt nordväst. Trakten är obefolkad. Det finns inga samhällen i närheten. 